# 1950年シーズンのクリーブランド・ブラウンズ
1950年シーズンは、クリーブランド・ブラウンズのNFL1年目のシーズンであり、AAFC時代も含めチーム創設5年目のシーズン。ポール・ブラウン・ヘッドコーチの5年目のシーズン。

## 直近のチーム成績
| 年         | 成績             | Con  | 地区 | 勝 | 敗 | 分 | 率    | Div       | Con       | 平均得点 | 平均失点 |
| ---------- | ---------------- | ---- | ---- | -- | -- | -- | ----- | --------- | --------- | -------- | -------- |
| 1950       | NFLチャンピオン  | 優勝 |      | 10 | 2  | 0  | .833  |           | 8–2       | 25.8     | 12.0     |
|            |                  |      |      |    |    |    |       |           |           |          |          |
| 1949(AAFC) | AAFCチャンピオン | 優勝 | 優勝 | 9  | 1  | 2  | .833  | 1リーグ制 | 1リーグ制 | 28.3     | 14.3     |
| 1948(AAFC) | AAFCチャンピオン |      | 1位  | 14 | 0  | 0  | 1.000 |           |           | 27.8     | 13.6     |
| 1947(AAFC) | AAFCチャンピオン |      | 1位  | 12 | 2  | 1  | .833  |           |           | 27.3     | 12.3     |
| 1946(AAFC) | AAFCチャンピオン |      | 1位  | 12 | 2  | 0  | .857  |           |           | 30.2     | 9.8      |

## レギュラーシーズン
Template:1950年シーズンのNFL対戦表
| 週                         | 日 | 相手 | 結果 | 戦績 | 開催地 | 備考 |
| -------------------------- | -- | ---- | ---- | ---- | ------ | ---- |
| 勝利 敗戦 at：敵地での対戦 |    |      |      |      |        |      |

### 順位表
| クリーブランド・ブラウンズ   | 10 | 2 | 0 | .833 | 8–2 | 310 | 144 | 25.8 | 12.0 |
| ニューヨーク・ジャイアンツ   | 10 | 2 | 0 | .833 | 8–2 | 268 | 150 | 22.3 | 12.5 |
| ワシントン・レッドスキンズ   | 6  | 6 | 0 | .500 | 5–5 | 180 | 195 | 15.0 | 16.3 |
| ピッツバーグ・スティーラーズ | 6  | 6 | 0 | .500 | 4-6 | 254 | 141 | 21.2 | 11.8 |
| フィラデルフィア・イーグルス | 5  | 7 | 0 | .417 | 3-6 | 233 | 287 | 19.4 | 23.9 |
| シカゴ・カージナルス         | 3  | 9 | 0 | .250 | 1-8 | 232 | 326 | 19.3 | 27.2 |

## プレーオフ
|  |                                           |                                           |                       |    |                                           |                                           |                                           |
|  | 1950年12月17日 メモリアル・コロシアム     | 1950年12月17日 メモリアル・コロシアム     |                       |    | 1950年12月24日 クリーブランド・スタジアム | 1950年12月24日 クリーブランド・スタジアム | 1950年12月24日 クリーブランド・スタジアム |
|  | 1950年12月17日 メモリアル・コロシアム     | 1950年12月17日 メモリアル・コロシアム     |                       |    | 1950年12月24日 クリーブランド・スタジアム | 1950年12月24日 クリーブランド・スタジアム | 1950年12月24日 クリーブランド・スタジアム |
|  | 1950年12月17日 メモリアル・コロシアム     | 1950年12月17日 メモリアル・コロシアム     |                       |    | 1950年12月24日 クリーブランド・スタジアム | 1950年12月24日 クリーブランド・スタジアム | 1950年12月24日 クリーブランド・スタジアム |
|  | シカゴ・ベアーズ                          | 21                                        |                       |    | 1950年12月24日 クリーブランド・スタジアム | 1950年12月24日 クリーブランド・スタジアム | 1950年12月24日 クリーブランド・スタジアム |
|  | シカゴ・ベアーズ                          | 21                                        |                       |    | 1950年12月24日 クリーブランド・スタジアム | 1950年12月24日 クリーブランド・スタジアム | 1950年12月24日 クリーブランド・スタジアム |
|  | ロサンゼルス・ラムズ                      | 0                                         |                       |    | 1950年12月24日 クリーブランド・スタジアム | 1950年12月24日 クリーブランド・スタジアム | 1950年12月24日 クリーブランド・スタジアム |
|  | ロサンゼルス・ラムズ                      | 0                                         |                       |    | 1950年12月24日 クリーブランド・スタジアム | 1950年12月24日 クリーブランド・スタジアム | 1950年12月24日 クリーブランド・スタジアム |
|  | タイブレーク                              |                                           |                       |    | 1950年12月24日 クリーブランド・スタジアム | 1950年12月24日 クリーブランド・スタジアム | 1950年12月24日 クリーブランド・スタジアム |
|  | ナ                                        | ロサンゼルス・ラムズ                      | 28                    |    |                                           |                                           |                                           |
|  | ナ                                        | ロサンゼルス・ラムズ                      | 28                    |    |                                           |                                           |                                           |
|  | 1950年12月17日 クリーブランド・スタジアム | 1950年12月17日 クリーブランド・スタジアム |                       | ア | クリーブランド・ブラウンズ                | 30                                        |                                           |
|  | 1950年12月17日 クリーブランド・スタジアム | 1950年12月17日 クリーブランド・スタジアム |                       | ア | クリーブランド・ブラウンズ                | 30                                        |                                           |
|  | 1950年12月17日 クリーブランド・スタジアム | 1950年12月17日 クリーブランド・スタジアム | NFLチャンピオンシップ |    |                                           |                                           |                                           |
|  | ニューヨーク・ジャイアンツ                | 3                                         |                       |    |                                           |                                           |                                           |
|  | ニューヨーク・ジャイアンツ                | 3                                         |                       |    |                                           |                                           |                                           |
|  | クリーブランド・ブラウンズ                | 8                                         |                       |    |                                           |                                           |                                           |
|  | クリーブランド・ブラウンズ                | 8                                         |                       |    |                                           |                                           |                                           |
|  | タイブレーク                              |                                           |                       |    |                                           |                                           |                                           |
|  |                                           |                                           |                       |    |                                           |                                           |                                           |

## 参照